# Taghalimat
Taghalimat (arab. تغاليمت; fr. Teghalimet)  – jedna z 52 gmin w prowincji Sidi Bu-l-Abbas, w Algierii, znajdująca się w środkowej części prowincji, około 37 km na południe od Sidi Bu-l-Abbas. W 2008 roku gminę zamieszkiwało 7549 osób. Numer statystyczny gminy w Office National des Statistiques d'Algérie to 2244.